# Дом-музей первого съезда КПК
Дом-музей первого съезда КПК (кит. 中共一大会址) — музей в Шанхае, место, где с 23 июля по 5 августа 1921 проходил I съезд КПК, на котором Мао Цзэдун и другие китайские революционеры-подпольщики (всего 13 делегатов) провозгласили образование КПК.

## Общая информация
Основан в 1952 году, в 1958 после реставрации дому был возвращен первоначальный облик. В 1961 году постановлением ЦК КПК музею придан статус национального памятника культуры первостепенного значения.
Здание музея построено в традиционном шикумэньском архитектурном стиле. Общая его площадь составляет примерно 900 квадратных метров.
Музей состоит из двух частей: в первом павильоне сохранена обстановка, в которой проходил I съезд КПК. Посетители входят через дверь № 76, со стороны улицы Синъелу, и через внутренний дворик попадают в зал заседаний первого съезда. Вся мебель и предметы в этой комнате воссозданы на основе воспоминаний участников съезда. Второй павильон музея — мемориальный зал площадью 450 квадратных метров, где расположены исторические документы и экспонаты, посвященные истории Коммунистической партии Китая, в том числе 148 фотографий и 117 оригинальных экспонатов, из которых 24 культурные реликвии национального значения, восковые фигуры участников событий. В музее имеется многофункциональный лекционный зал.

## В филателии
Дом-музей первого съезда КПК изображён на первой почтовой марке серии из 20 почтовых марок «100-летие основания Коммунистической партии Китая» (номер серии 2021-16), выпущенной почтой КНР 1 июля 2021 года, марка озаглавлена древним чэнъюем 开天辟地, отсылающим к мифологическому разделению неба и земли Паньгу и образно обозначающим создание великого дела.

## В нумизматике

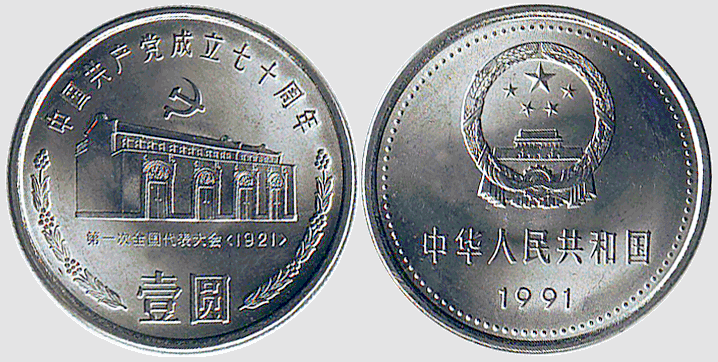
Юбилейная монета номиналом 1 юань 1991, приуроченная к 70-летию I съезда КПК в Шанхае

В 1991 году Народный банк Китая выпустил юбилейную монету номиналом 1 юань, приуроченную к 70-летию I съезда КПК в Шанхае. 